# Matsuo Sugano
Matsuo Sugano (菅野松男, Sugano Matsuo) est un astronome amateur japonais né en 1939 à Kakogawa.
D'après le Centre des planètes mineures, il a co-découvert quatre astéroïdes : deux avec Toshirō Nomura et deux avec Kōyō Kawanishi. Il a aussi découvert une comète non périodique : C/1983 J1 (Sugano-Saigusa-Fujikawa).
Il a également découvert trois novae — V827 Herculis, V838 Herculis et V4327 Sagittarii — et la variable particulière V1143 Orionis.
Il a travaillé au planétarium municipal d'Akashi pendant 36 ans pour encourager le développement de l'astronomie amateur.
L'astéroïde (5872) Sugano porte son nom.
| Astéroïdes découverts : 4                       | Astéroïdes découverts : 4 |
| ----------------------------------------------- | ------------------------- |
| (5881) Akashi[1]                                | 27 septembre 1992         |
| (6559) Nomura[2]                                | 3 mai 1991                |
| (8892) Kakogawa[1]                              | 11 septembre 1994         |
| (14873) Shoyo[2]                                | 28 octobre 1990           |
| 1. avec Toshirō Nomura. 2. avec Kōyō Kawanishi. |                           |